# Episodi di Highlander: The Raven
La prima ed unica stagione della serie televisiva Highlander: The Raven è stata trasmessa in prima visione negli Stati Uniti d'America sul canale USA Network dal 21 settembre 1998 al 17 maggio 1999.
In Italia la serie è Inedita.
| nº | Titolo originale      | Titolo italiano | Prima TV USA      | Prima TV Italia |
| -- | --------------------- | --------------- | ----------------- | --------------- |
| 1  | Reborn                |                 | 21 settembre 1998 |                 |
| 2  | Full Disclosure       |                 | 2 settembre 1998  |                 |
| 3  | Bloodlines            |                 | 5 ottobre 1998    |                 |
| 4  | Immunity              |                 | 12 ottobre 1998   |                 |
| 5  | So Shall Ye Reap      |                 | 19 ottobre 1998   |                 |
| 6  | Birthright            |                 | 26 ottobre 1998   |                 |
| 7  | Crime and Punishment  |                 | 2 novembre 1998   |                 |
| 8  | The Unknown Soldier   |                 | 9 novembre 1998   |                 |
| 9  | Cloak and Dagger      |                 | 16 novembre 1998  |                 |
| 10 | Passion Play          |                 | 23 novembre 1998  |                 |
| 11 | The Devil You Know    |                 | 30 novembre 1998  |                 |
| 12 | A Matter of Time      |                 | 1º febbraio 1999  |                 |
| 13 | The French Connection |                 | 8 febbraio 1999   |                 |
| 14 | The Rogue             |                 | 15 febbraio 1999  |                 |
| 15 | Inferno               |                 | 22 febbraio 1999  |                 |
| 16 | The Frame             |                 | 5 aprile 1999     |                 |
| 17 | Love and Death        |                 | 12 aprile 1999    |                 |
| 18 | Thick as Thieves      |                 | 19 aprile 1999    |                 |
| 19 | The Manipulator       |                 | 26 aprile 1999    |                 |
| 20 | The Ex-Files          |                 | 3 maggio 1999     |                 |
| 21 | War and Peace         |                 | 10 maggio 1999    |                 |
| 22 | Dead on Arrival       |                 | 17 maggio 1999    |                 |

## Reborn
- Titolo originale: Reborn
- Diretto da: Ian Toynton
- Scritto da: Karen Harris

### Trama
La ladra Immortale Amanda viene seguita dai detective Nick Wolfe e Claudia Hoffmann (Torri Higginson). Nel frattempo, il detective corrotto Stanley Ferris (James Purcell) uccide il suo ostacolo, l'Immortale Basil Morgan (Julian Richings), e la cattura. Quando Morgan la raggiunge alla stazione di polizia, riconosce il suo assassino in Ferris. Ferris cerca di uccidere Wolfe, che viene salvato da Amanda. Ferries quindi cerca Amanda, ma la Hoffmann muore al posto suo. Ferris spara ad Amanda e viene ucciso da Wolfe. Wolfe, inoltre, assiste alla resurrezione di Amanda.
- Ascolti USA: